# Vladimir Rufinovič Lagranž
Vladimir Rufinovič Lagranž (4. května 1939, Moskva – 22. ledna 2022, tamtéž) byl sovětský a ruský fotograf a fotoreportér. Fotoreportér TASS, klasik ruské fotografie a čestný člen Svazu fotografů Ruska.

## Životopis
Narozen 4. května 1939 v Moskvě. V roce 1959 vstoupil do organizace fotokroniky TASS; za své první učitele považoval významné osobnosti fotografie Vasilije Egorova a Nikolaje Kulešova, z nichž se stal žákem fotoreportéra; pak byl fotoreportérem pro TASS. V roce 1963 se účastnil na své první mezinárodní výstavě v Budapešti, kde obdržel zlatou medaili za fotografii Malé baletka. Fotografie byla pořízena v baletním studiu nově postaveného Pionýrského paláce v Leninských horách. V roce 1964 vstoupil na Moskevskou státní univerzitu Lomonosova na fakultu žurnalistiky. V průběhu let spolupracoval s domácími i zahraničními publikacemi - Literaturnaja gazeta,  Komsomolskaja pravda, APN, Paris Match, Freie Welt, francouzská agentura Sipa Press.
Vladimir Lagranž je uznávaným klasikem ruské fotografie, účastníkem mnoha soutěží a výstav, vítězem odborných cen, medailí, cen a diplomů. Bylo mu uděleno nejvyšší ocenění profesionálního cechu fotografů a Svazu novinářů „Zlaté oko Ruska“. Autor učebnicové fotografie Holubi nad Kremlem.
Zemřel v Moskvě 22. ledna 2022 ve věku 83 let. Rozloučení s fotografem se konalo 25. ledna v pohřebním ústavu Troyekurovo, pohřben byl na Troyekurovském hřbitově.

## Rodina
Jeho syn byl Eugene Lagranž (1976–2013), provozovatel ruských televizních kanálů NTV a RTR.

## Hlavní výstavy
- 2008–2009 – Tak jsme žili. Osobní výstava V. Lagranže. Fotogalerie pojmenovaná po bratrech Lumierových
- 2007 – Velká encyklopedie malého života
- 2004 – Výstava barevné fotografie
- 2003 – Roční období
- 2002 – Z pohledu čmeláka
- 1999 – Motivy
- 70. léta – SSSR: země a lidé v umělecké fotografii, Interpressphoto, Worldpressphoto.
- 60. léta – Sedmiletý plán v akci, Naše mládež, Mezinárodní výstava v Budapešti.

## Publikace
- V. Lagranž: Tak jsme žili. Moskva, 2008. Ed. Punctum.